# Phi-Phi
Pour l’article homonyme, voir Phi-Phi (film).
Pour les îles homonymes, voir Îles Phi Phi.
Phi-Phi  est une opérette « légère » en trois actes d'Albert Willemetz et Fabien Sollar, musique d'Henri Christiné, créée au théâtre des Bouffes-Parisiens le 12 novembre 1918.

## Historique
Durant la Première Guerre mondiale, en 1918, Gustave Quinson, directeur de théâtres à Paris, demande à Albert Willemetz de lui écrire une pièce pour l'automne. Ce dernier prend son inspiration d'une idée farfelue donnée par Fabien Solar et compose trois petits actes. Gustave Quinson apprécie le résultat mais demande à l'étoffer avec de la musique et des couplets. Albert Willemetz contacte alors Henri Christiné. Ce dernier termine en quinze jours le travail de composition. 
À l'origine, l'opérette devait être jouée au théâtre de l'Abri, le plus petit des cinq théâtres de Gustave Quinson, qu'il avait installé dans une cave d'un solide immeuble en pierre de taille, à l'abri des canons de la Grosse Bertha. Mais à la suite de l'échec d'une revue, les Bouffes-Parisiens, autre théâtre de Gustave Quinson, sont libres et vont accueillir l'opérette.  
À la suite de ce changement de lieu, pour une salle beaucoup plus grande, on passe notamment de quatre à douze musiciens, on engage des choristes et des figurants supplémentaires, et on agrandit les décors.
La première a lieu le 12 novembre 1918, au lendemain même de l'armistice, et l'accueil est triomphal. Phi-Phi fait salle comble pendant trois ans avant d'être traduit en douze langues et de faire le tour du monde.  De nouvelles adaptations sont produites de temps à autre en France.

## Argument

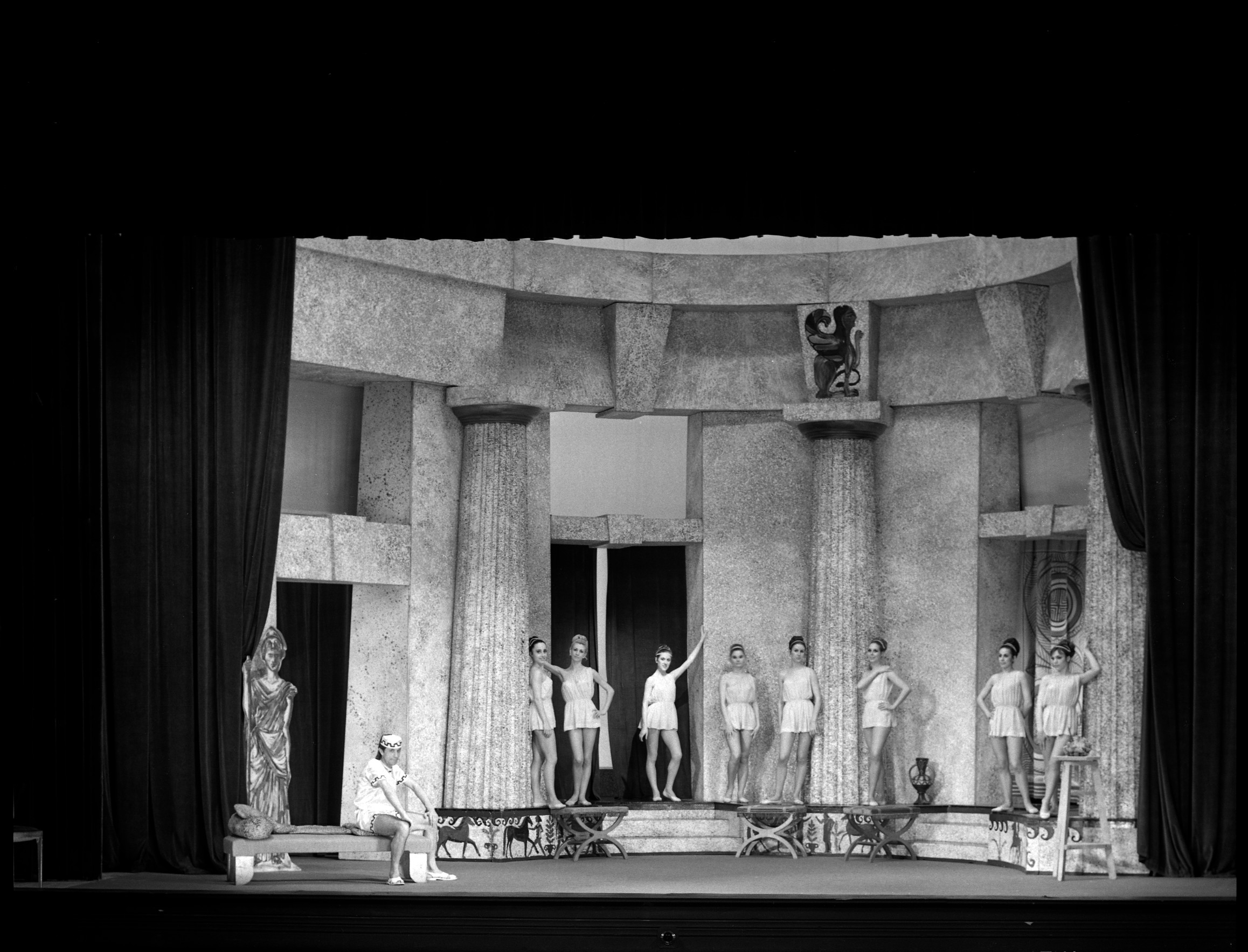
Répétition de Phi-Phi au théâtre du Capitole de Toulouse en 1968.

À Athènes, en l'an 450 avant Jésus-Christ, le grand sculpteur Phidias reçoit commande d'une grande statue représentant la Vertu et l'Amour. Il cherche alors dans les rues d'Athènes une jeune femme vertueuse et belle pour lui servir de modèle. Il rencontre la charmante Aspasie, qu'il trouve très attirante. Si attirante qu'elle éveille la jalousie de Madame Phidias qui la renvoie. Madame Phidias, qui est, de son côté, courtisée par un beau jeune homme, le prince Ardimédon, décide de poser elle-même pour la Vertu. Phidias, charmé par le bel Ardimédon qu'il vient de rencontrer, le choisit comme modèle de l'Amour, bien qu'il trouve que sa femme et Ardimédon manquent de naturel.
Le lendemain, quand Phidias qui a passé la nuit avec Aspasie, « gamine charmante », découvre sa femme dans les bras d'Ardimédon, le sculpteur trouve admirable le groupe que forment l'Amour et la Vertu. La jeune Aspasie a eu, quant à elle, le temps de séduire le maître de la Grèce, Périclès, qui veut l'épouser. Périclès demande à Phidias d'intégrer Aspasie au bloc sculptural, pour lequel posent Madame Phidias et Ardimédon. Phidias acquiesce. La statue sera désormais intitulée L'Amour et la Vertu, aidés par l'Économie, fondent le bonheur conjugal.

## Distribution
| Personnage                      | Tessiture     | Interprète de la création  |
| ------------------------------- | ------------- | -------------------------- |
| Phidias dit Phi-Phi, sculpteur  | baryton       | André Urban                |
| Madame Phidias                  | mezzo-soprano | Pierrette Madd             |
| Aspasie                         | soprano       | Alice Cocéa                |
| Ardimédon, prince étranger      | ténor         | Ferréal                    |
| Le Pirée, domestique de Phidias | basse         | Alexandre Dréan            |
| Périclès                        | baryton       | Michel Barré               |
| Première danseuse               | -             | Yvonne Vallée              |
| Seconde danseuse                | -             | Luce Wolter                |
| Modèles                         | sopranos      | Blanche Montel, Miss Annie |

## Numéros musicaux

### Acte I
- Chœur des modèles
- C'est une gamine charmante - Phi-Phi
- Maître, lorsque l'on a vingt ans - Phi-Phi, Aspasie
- C'est bête comme chou - Aspasie
- Vertu, verturon, verturonnette - Phi-Phi
- Le jeune homme était encore là - Mme Phidias, Le Pirée, Phi-Phi
- Final : Hélas, faut-il si tôt ; C'est un modèle ; Pour l'amour - Ensemble

### Acte II
- Ah ! Cher Monsieur, excusez-moi - Aspasie
- Ô Pallas Athénée - Mme Phidias
- Ici-bas, c'est la loi commune - Ardimédon
- Ah, tais-toi, tu m'affoles - Mme Phidias, Ardimédon
- Final : Le Procédé vraiment nouveau - Les modèles, Le Pirée

### Acte III
- D'abord Monsieur vous m'enlaçâtes - Mme Phidias, Ardimédon
- Bien chapeautée - Aspasie
- Les Jolis Petits Païens - Phi-Phi
- Final : Pour être heureux - Ensemble

## Sources
- Histoire de la création de Phi-Phi par Albert Willemetz
- Phi-Phi sur L'Encyclopédie multimédia de la comédie musicale théâtrale en France
- « Phi-Phi », sur Théâtre musical - Opérette (version du 5 novembre 2013 sur Internet Archive)
- Pierre Minet et Anne Manson, La Première de Phi-Phi : Les années folles, Paris, Denoël, 1958, p.17-28.